# Вільчинський Віктор Григорович
Ві́ктор Григо́рович Вільчи́нський (* 1981) — молодший сержант міліції, сержант НГУ, учасник російсько-української війни.

## Життєпис
Народився 23 листопада 1981 року в м. Володимир-Волинський Волинської області. Закінчив СШ № 2 у рідному місті й там же продовжив навчання в місцевому технікумі (1997—2001). У 2001 році вступив на строкову службу до Прикордонних військ України, де прослужив до 2003-го. Після демобілізації працював у різних охоронних структурах, але в 2006 році повернувся вже до Державної прикордонної служби України (ДПСУ) як військовослужбовець за контрактом. В 2009-му звільнився по закінченню терміну дії контракту. 
З 3 грудня 2013 року брав активну участь у подіях Євромайдану, після закінчення якого одразу вступив до батальйону міліції особливого призначення з метою захисту рідної землі від загрози на Сході України. Восени 2016 розпочав службу в Батальйоні імені героя України генерал-майора С. Кульчицького, НГУ.

## Нагороди
За особисту мужність і героїзм, виявлені у захисті державного суверенітету та територіальної цілісності України, вірність військовій присязі нагороджений
- орденом «За мужність» III ступеня (19.12.2014)